# غرايم باركر
غرايم باركر (بالإنجليزية: Graeme Barker)‏ هو عالم آثار بريطاني، ولد في 23 أكتوبر 1946.